# 反叛 (政治组织)
反叛（葡萄牙語：Insurgência）是巴西的一个托洛茨基主义组织。2013年10月，社会主义和自由党的几个政治派系合并为该组织，仍然留在社会主义和自由党内部。2016年，该组织分裂出“公社”、“颠覆”（2023年，分裂为“火花”和“生态社会主义反叛”）、“共产主义和自由”（2019年解散）3个派别。该组织是巴西主要的曼德尔主义（托洛茨基主义的一种）团体。该组织的领导人是雷纳托·罗森诺。目前，该组织与“反叛—民主重建”、“颠覆”、“火花”、“生态社会主义反叛”、“生态社会主义革命”和社会主义左翼运动共同构成第四国际巴西支部。